# Gscheid
Het Gscheid is een 970 meter hoge bergpas in de Noordelijke Kalkalpen in de Oostenrijkse deelstaat Neder-Oostenrijk en vormt een verbinding tussen Lilienfeld en het Halltal bij Mariazell, dicht bij de 1015 meter hoge Lahnsattel. Het Gscheid moet niet worden verward met de bergpassen Preiner Gscheid en Klostertaler Gscheid, die dertig kilometer naar het oosten respectievelijk het zuidoosten gelegen zijn.
Arlberg · Bielerhöhe · Brenner · Fern · Flexen · Gerlos · Großglockner · Hahntennjoch · Katschberg · Kühtai · Pfitscherjoch · Plöcken · Radstädter Tauern · Reschen · Seefeld · Sölk · Staller Sattel · Timmelsjoch · Triebener Tauern · Turracherhöhe · Zeinis